# Jan Żółciński
Jan Żółciński (ur. 23 maja 1862 w Mariampolu, zm. 21 listopada 1932 w Dublanach) – polski gleboznawca, profesor Wydziału Rolniczo-Lasowego Politechniki Lwowskiej w Dublanach.

## Życiorys
Po ukończeniu szkoły średniej w rodzinnym mieście wyjechał do Moskwy, gdzie studiował nauki przyrodnicze na Wydziale Fizyczno-Matematycznym tamtejszego Uniwersytetu. Od 1890 był asystentem w laboratorium agronomicznym, cztery lata później uzyskał tytuł magistra farmacji. Następnie trzy lata pracował w Katedrze Gleboznawstwa i Chemii Rolnej, w 1900 rozpoczął pracę pod kierunkiem prof. Dmitrija Mendelejewa w Petersburgu. W 1903 powrócił do Moskwy, gdzie uczestniczył przy budowie wydziału agronomicznego Uniwersytetu. W 1907 ukończył z wyróżnieniem wydział fizyczno-matematyczny, pozostał na uczelni gdzie od 1908 przez pięć kolejnych sezonów letnich uczestniczył w naukowych badaniach gleboznawczych prowadzonych w guberniach astrachańskiej, tambowskiej i penzeńskiej. W 1911 przez kilka miesięcy poszerzał wiedzę dotyczącą chemii rolniczej u dr. Bernharda Tollensa na Uniwersytecie w Getyndze, po powrocie prowadził badania gleb w guberniach grodzieńskiej, wileńskiej, czernihowskiej, kowieńskiej i suwalskiej. W 1912 uzyskał stopień magistra agronomii, a w 1918 uzyskał tytuł profesora agronomii Uniwersytetu Moskiewskiego, dwa lata później został dyrektorem Instytutu Agronomicznego. W 1924 zamieszkał we Lwowie, od 1 kwietnia 1924 stanął na czele Katedry Chemii Rolnej i Gleboznawstwa Wydziału Rolniczo-Lasowego Politechniki Lwowskiej jako profesor kontraktowy, 1 lipca tego roku Politechnika nadała mu tytuł profesora zwyczajnego.